# Vladimir Vidrić
Vladimir Vidrić (Zagreb, 30. travnja 1875. – Zagreb, 29. rujna 1909.), hrvatski književnik, jedan od najistaknutijih lirika moderne.
Studirao je pravo u Pragu i Zagrebu, zbog sudjelovanja u spaljivanju mađarske zastave na Jelačićevu trgu u Zagrebu uhićen i osuđen na zatvor. Živio od odvjetničkog rada, zbog bolesti često boravio u Zavodu za umobolne u Stenjevcu, gdje je i umro 1909. Zemni ostaci prenesi su u obiteljsku grobnicu na Mirogoju 1946. godine. Pjesme pisao od rane mladosti, njegova poezija spoj je simbolističkih i impresionističkih elemenata. Za života objavio 25 pjesama. Snažno utjecao na Domjanića, Nazora i druge pjesnike.
Oko hrvatskog pjesnika Vladimira Vidrića splele su se mnoge legende, a njegova snažna, samosvojna pjesnička figura ni danas ne blijedi. Svojim kratkim životom, bolestan od shizofrenije u Stenjevcu, samo s jednom zbirkom, objavljenom u vlastitoj nakladi, fascinirao je suvremenike, kritičare i poklonike pjesničke riječi.

## Životopis
Potječe iz imućne građanske obitelji (otac, odvjetnik dr. Lovro Vidrić, bio je i gospodarstvenik i član nekoliko gradskih odbora, te posjednik kuće u gradu i imanja s ljetnikovcem na Prekrižju). Pohađao je Klasičnu gimnaziju u Zagrebu koju je završio 1892. godine.  Bio je jedan od vođa prosvjedne skupine koja je prigodom posjeta cara Franje Josipa Zagrebu 1895. godine spalila mađarsku zastavu na Trgu bana Jelačića. Studirao je pravo u Pragu, Grazu i Beču. Doktorirao je 1903. godine, ali se posvetio odvjetništvu, a ne sveučilišnoj karijeri. Pjesme je počeo pisati još kao gimnazijalac, ali pravim književnim početkom može se smatrati pjesma "Boni mores", objavljena 1897. godine u "Viencu". Opus mu je nevelik: ima 40-ak pjesama, od kojih je većina uvrštena u njegovu zbirku "Pjesme", koju je sam izdao 1907. godine.
Bio je na glasu zbog svog burnog života, nevjerojatne inteligencije i eidetskog pamćenja (provodio je cijele večeri recitirajući stihove impresioniranim prijateljima; u školi uvijek bio među najboljim učenicima) i pripadnosti kontroverznom naprednjačkom političkom krugu.
Vidrićevi pjesnički ugođaji su u pravilu uklopljeni u objektivni okvir, pjesnički subjekt se gubi ili skriva u kakvom mitskom liku. Njegove slike poganskog, klasičnog i mitološkog svijeta zapravo su svojim sadržajem izrazito osobne. Vidrić je bio impresionist s izrazitim osjećajem za likovni segment. Njegove pjesme (npr. "Jutro", "Dva Pejzaža", "Adieu", "Ex Pannonia", "Dva levita" itd.) danas su nezaobilazan dio svake ozbiljnije antologije hrvatskog pjesništva. Suvremenici, npr. A. G. Matoš, prigovarali su mu tehničku nesavršenost, pogrešne naglaske u rimama i stilsku neizbrušenost. Međutim, tome je uzrok krajnje moderna struktura njegovih pjesama, gdje se ritam ne zasniva na slogu, nego na glavnim naglascima. Možda najbolji opis Vidrićeve poezije dao je Ivo Frangeš: "Svijet Vidrićev djeluje kao krhotina drevnih antičkih vaza, gdje činjenica da je sačuvani prizor još i manji, zbog ulomljenosti, zapravo pojačava dojam. Svijet je to minijaturan, ali do bola čist, s nekom čudesnom trećom dimenzijom, koja višestruko premašuje naše uobičajeno poimanje širine i dubine." Također hrvatska skladateljica Ivana Lang uglazbila je nekoliko Vidrićevih pjesama.
| „ | O moja je ledja lagano Kucnula mandolina I moj se je kaput raskrio Purpurna pomrčina Moje je vjedje prekrila Od sunca, vjetra i vina. | ” |
|   | |   |

Ovakav lagani kucaj stiha u pjesmi Adieu i današnjeg će čitatelja, kao što je i Vidrićeve prijatelje, kojima je sam, kao vješt i šarmantan recitator, kazivao svoje stihove, navesti na pomisao kako je pjesma nastala lako, gotovo nehajno. No, to je tek hinjena lakoća. Vidrić je bio uistinu artist i u svojem je poetskom govoru, neupadljivo i nenametljivo, povezao stilove, od klasičnih grčkih i rimskih do romantičarskih, u precizno građenim oblicima, liričnošću i glazbenošću izraza. Nadahnjivao se antičkom i slavenskom mitologijom, krajolikom, ali i društvenom stvarnošću, sudjelujući zajedno sa Stjepanom Radićem kao mladić u paljenju mađarske zastave.
Lirska zbivanja teku između zanosnog, čeznutljivog predanja ljepoti i punoći života i tjeskobnih, turobnih slutnji o čovjekovim neuspjesima i smrti. Taj kontrapunkt izražavao je Vidrić, lirski slikar krajolika,i u bojama svojih stihova. Pjesma Perun jedna je od onih u kojima su sažeti svi životni osjećaji: ljubav prema prirodi, ženama i vinu, božanstvu, pjesničkom pozivu. Vidrić je napisao puno stihova i u drukčijem raspoloženju. Prva pjesma u njegovoj jedinoj zbirci, pjesma U oblacima, svojevrsni je pjesnički program, lirsko očitovanje spoznaje da se pod težinom života čovjek odriče i svojih zanosa i uvjerenja i da zbog toga trpi. Bol je nadahnuće u pjesmama Ex Panonija, Pomona, Mrtvac, Roblje. Vidrićevo pjesništvo, spoj simbolističkih i ekspresionističkih elemenata antologijskom je vrijednošću ostavilo je dubok trag i u stihovima kasnijih hrvatskih književnika.